# Leybovita-K
La leybovita-K és un mineral de la classe dels fosfats que forma part del supergrup de l'al·luaudita.

## Característiques
La leybovita-K és un arsenat de fórmula química KCuNa(MgFe³⁺)(AsO₄)₃. Va ser aprovada com a espècie vàlida per l'Associació Mineralògica Internacional en el mes de juny de l'any 2025. Encara resta pendent de publicació. Cristal·litza en el sistema monoclínic.
L'exemplar que va servir per a determinar l'espècie, el que es coneix com a material tipus, es troba conservat a les col·leccions del Museu Mineralògic Fersmann, de l'Acadèmia de Ciències de Rússia, a Moscou (Rússia), amb els números de registre: 6055/2 i 6240/1.

## Formació i jaciments
Va ser descoberta a la fumarola Arsenàtnaia, situada al segon con d'escòria de l'avanç nord de la Gran erupció fisural del Tolbàtxik (Territori de Kamtxatka, Rússia). Aquest indret és l'únic de tot el planeta on ha estat descrita aquesta espècie mineral.